# Шеста пролетерска источнобосанска ударна бригада
Шеста пролетерска источнобосанска народно-ослободилачка ударна бригада била је бригада Народноослободилачке војске Југославије (НОВЈ), формирана наредбом Врховног штаба НОП и ДВЈ 2. августа 1942. у Шековићима, од три источно-босанска пролетерска батаљона. На дан формирања имала је 620 бораца. Први командант бригаде био је Војо Љујић, а политички комесар Цвијетин Мијатовић.
Бригада је имала велики значај за одржање устанка у источној Босни у периоду његове највеће кризе, током 1942. и 1943, као и у поновном распламсавању устанка у овој области и бројним подухватима у источној Босни, Црној Гори, Србији, Хрватској и Словенији. Дала је велики број војно-политичких и партијских руководилаца, као и народних хероја.
Од формирања до априла 1943. налазила се под непосредном командом Главног штаба НОП одреда Босне и Херцеговине. Потом је до 9. маја 1943. садејствовала са јединицама Главне оперативне групе, а 15. маја је стављена под команду Прве пролетерске дивизије, у саставу Дринске оперативне групе. Након битке на Сутјесци, почетком јула 1943. ушла је у састав 17. источнобосанске дивизије, где је остала до краја рата.
Одлуком Врховног штаба НОВ и ПОЈ за постигнуте успехе у борби, 29. октобра 1944, проглашена је пролетерском. За заслуге у Народноослободилачком рату одликована је Орденом народног ослобођења и Орденом братства и јединства, а поводом петнаестогодишњице битке на Сутјесци 3. јула 1958. и Орденом народног хероја.

## Борбени пут Шесте источнобосанске бригаде
Од формирања до 9. априла 1943. бригада је била под непосредном командом Главног штаба НОП одреда за Босну и Херцеговину, иако је новембра 1942. наредбом Врховног штаба НОВ и ПОЈ стављена под командом Првог босанског корпуса. Током августа и септембра 1942, водила је борбе на Требави, Коњуху, Романији и Мајевици. Одржала се у Бирачу упркос јакој офанзиви 718. немачке дивизије, усташко-домобранских и четничких снага од 25. августа до 9. септембра.
Након борби на Требави и у Бирчу, један батаљон бригаде је остао на Мајевици, а остатак бригаде од два батаљона је 5/6. октобра прешао преко Саве у Срем. Овде је бригада, заједно са Сремским партизанским одредом, водила једномесечне борбе — разбила је непријатељске посаде у Врбањи и Кузмину и батаљон 718. дивизије у Босутским шумама. Ојачана једним батаљоном сремских партизана, заједно са Сремским партизанским одредом 4/5. новембра разбила је и делом уништила четничке снаге на подручју Семберије и Мајевице. У борби код села Малешеваца, 28. новембра 1942, разбијени су четници Мајевице, Посавине и Требаве (преко 250 погинулих и рањених и око 600 заробљених). Истовремено су разбијене домобранске посаде на путу Тузла—Лопаре—Брчко. Све ово имало је велики значај за даљи развој Народноослободилачког покрет у источној Босни.
У децембру 1942. бригада је са Сремским и Мајевичким партизанским одредом у захвату друма Тузла—Зворник, после вишедневних борби, разбила непријатељске снаге (два немачка, два усташка и пет домобранских батаљона и четнике) које су изводиле операције „Тузла II". Потом је учествовала у разбијању четника у Бирчу, након чега је продрла на Романију и тамо разбила неколико четничких и усташко-домобранских јединица. Јануара 1943. нарасла је на седам батаљона јачине 1.300 бораца.
На пространој територији око Хан-Пијеска, Олова, Кладња, Тузле и Зворника, током јануара и фебруара 1943. извела је више успешних напада на непријатељска упоришта. У марту 1943. одбила је напад Романијског четничког корпуса на Бирач и водила борбе са усташама у Милићима, Хан-Пијеску, Жљебовима и око Сокоца. Крајем марта, извршавајући раније упућено наређење Врховног штаба НОВ и ПОЈ, повезала се са Главном оперативном групом. Водећи борбе, 9. априла 1943. избила је у рејон Устиколине.
Више од месец дана, до 15. маја 1943, деловала је на сектору Фоче и Калиновика, штитећи, са Мајевичком бригадом, Централну болницу НОВЈ и снаге Главне оперативне групе у западном Санџаку од напада непријатеља из долине Дрине. У току битке на Сутјесци, од 15. до 20. маја 1943, водила је тешке борбе са непријатељем који је наступао према Челебићу, па је заједно са Групом бригада у изузетно тешким борбама зауставила наступање непријатеља и направила први покушај пробоја непријатељског обруча (јужно од Фоче). Ове борбе омогућиле су извлачење Централне болнице на Пиву и у знатној мери олакшале стање у долини Сутјеске. Након овога, водила је тешке борбе на Вучеву, у долини Сутјеске, на Кошуру и Зеленгори. Пред битку на Сутјесци имала је 817 бораца (785 мушкараца и 32 жене), а у току битке погинуло је 185 бораца.
У противофанзиви Главне оперативне групе, са Зеленгоре се пребацила у источну Босну и 2. јула 1943. ушла у састав 17. источнобосанске дивизије. У току лета и јесени 1943. учествовала је у разбијању четничких снага на Требави, ослобођењу Модриче, Градачца, Шамца и Орашја. Посебно се истакла у борбама за ослобођење Тузле, од 29. септембра до 7. октобра 1943, када је похваљена од Врховног команданта НОВ и ПОЈ Јосипа Броза Тита. Учествовала је у ослобођењу Вареша 20/21. октобра, где је потпуно уништен домобрански пук. Током немачке операције у источној Босни у зиму 1943/44. борбом на Бетњу, од 6. до 9. децембра 1944, онемогућила је потпуно опкољавање Пете крајишке и 27. источнобосанске дивизије. Учествовала је у другом нападу на Тузлу, од 17. до 20. јануара 1944, у борбама око Сребренице, у Бирчу и на Романији.
Крајем маја 1944, у саставу 17. дивизије, прешла је у Црну Гору и у току јуна учествовала у борбама код Жабљака и Пљеваља, а у јулу у Андријевичкој операцији. У току продора Оперативне групе дивизија у Србију, учествовала је у разбијању четничке Четврте групе јуришних корпуса на Копаонику, у борбама у долини Западне Мораве, у борбама за ослобођење Крагујевца, 21. октобра. За постигнуте успехе, 29. октобра 1944, проглашена је пролетерском. У зиму 1944/1945. водила је тешке борбе у источној Босни (Бијељина, Зворник, Брчко). У завршним операцијама Југословенске армије учествовала је у борбама у Славонији, Мославини, Загорју и Словенији. Код Дравограда је 15. маја 1945. завршила свој ратни пут.
Након рата прикупљени су подаци за укупно 6.239 бораца, који су се у саставу бригаде борили у току рата и подаци за 2.243 погинула борца.

## Командни састав бригаде
- Команданти бригаде:
  - Војо Љујић — од формирања бригаде до јуна 1943.
  - Милош Зекић — од јуна 1943. до фебруара 1944.
  - Саво Трикић — од фебруара 1944. до марта 1945.
  - Раде Чорак — од марта 1945. до краја рата
- Политички комесари бригаде:
  - Цвијетин Мијатовић Мајо — од формирања бригаде до јуна 1943.
  - Ђоко Вујошевић Сегеда — од јуна до октобра 1943.
  - Дане Олбина — од октобра 1943. до марта 1944.
  - Реља Лукић — од марта до августа 1944.
  - Неђо Богићевић — од августа 1944. до јануара 1945.
  - Мишо Ковачевић (в.д.) — током јануара и фебруара 1945.
  - Звонко Жардин — од фебруара 1945. до краја рата
- Начелници Штаба бригаде:
  - Предраг Марковић Алимпије — током августа 1942.
  - Руди Петовар — од августа 1942. до марта 1943.

## Народни хероји бригаде
Укупно 54 борца Шесте пролетерске ударне бригаде проглашена су за народне хероје, а неки од њих су:
- Нисим Албахари (1916—1991), заменик политичког комесара батаљона
- Јанко Балорда (1917—1942), политички комесар батаљона
- Хасан Бркић (1913—1965), заменик политичког комесара бригаде
- Миленко Веркић (1912—1942), политички комесар чете
- Душан Вукасовић (1909—1945), командир чете
- Милош Зекић (1915—1984), командант бригаде
- Равијојла Јанковић Рава (1919—1944), болничарка и борац-бомбаш
- Вељко Лукић Курјак (1917—1944), командир Ударне чете у Ударном батаљону
- Анка Матић Грозда (1918—1944), борац бригаде
- Пашага Манџић Мурат (1907—1975), заменик политичког комесара бригаде
- Омер Маслић (1913—1942), заменик политичког комесара Трећег батаљона
- Станко Мењић (1910—1942), политички комесар чете
- Хусо Мерџић (1906—1944), политички комесар чете
- Цвијетин Мијатовић (1913—1993), први политички комесар бригаде
- Митар Минић (1918—1989), командант батаљона
- Влада Обрадовић Камени (1912—1944), борац бригаде
- Владимир Перић Валтер (1919—1945), командант Ударног батаљона
- Јово Радовановић Јоваш (1915—2004), помоћник командира Ударне чете у Ударном батаљону
- Авдо Хоџић (1921—1943), политички комесар чете у Другом батаљону
- Јусуф Џонлић (1920—1944), политички комесар Прве чете Првог батаљона
- Бранко Шурбат Бане (1920—1943), политички комесар чете у Првом батаљону